# The Remingtons
The Remingtons was een Amerikaanse countryband, die zich onderscheidde door virtuoos gitaarspel.

## Bezetting
- Denny Henson[2] (zang, gitaar, piano)
- James Griffin[3] (zang, gitaar)
- Richard Mainegra[4] (zang, gitaar)
- Rick Yancey[5] (gitaar)

## Geschiedenis
De muzikale leider van de band was Jimmy Griffin (James Arthur Griffin) (Cincinnati, 10 augustus 1943 – 11 januari 2005), die tijdens de jaren 1970 succesvol was met de popband Bread en voor de compositie van filmmuziek een Oscar had ontvangen. Na de ontbinding van Bread werkte hij vervolgens als solist en daarna samen met Billy Swan en Randy Meisner als het trio Black Tie.
In 1991 formeerde hij samen met Richard Mainegra en Rick Yancey (beiden ex-Cymarron) The Remingtons. De drie muzikanten werden door de producent Josh Leo ontdekt en gecontracteerd voor het tot RCA Records behorende label BNA Records. Hun eerste single A Long Time Ago verscheen in 1992 en plaatste zich in de countryhitlijst (#10). Het was hun grootste hitsucces.
De band onderscheidde zich door hun virtuoze gitaarspel en een perfecte harmoniezang. Met ondersteuning van studiomuzikanten werd in 1991 hun debuutalbum Blue Frontier geproduceerd. The Remingtons werden door country-radiostations echter weinig gedraaid, waardoor een commercieel succes onmogelijk was. Na het uitbrengen van het tweede album Aim for the Heart in 1993 werd de band ontbonden.

## Discografie
- 1991: Blue Frontier
- 1993: Aim for the Heart